# Лыки (Благоевградская область)
Лыки (болг. Лъки) — село в Благоевградской области Болгарии. Входит в состав общины Хаджидимово. Находится примерно в 13 км к юго-западу от центра города Хаджидимово и примерно в 80 км к юго-востоку от центра города Благоевград. По данным переписи населения 2011 года, в селе  проживало 52 человека, преобладающая национальность — болгары.

## Население
| Год     | 1934 | 1946 | 1956 | 1965 | 1975 | 1985 | 1992 | 2001 | 2011 |
| ------- | ---- | ---- | ---- | ---- | ---- | ---- | ---- | ---- | ---- |
| Жителей | 488  | 594  | 514  | 411  | 231  | 181  | 138  | 88   | 52   |

|  |